# 聂大华
聂大华（1963- ），女，北京市市政工程设计研究总院副总工程师、道路专业总工程师，此外她还担任北京市第十二届人大代表。聂大华于1985年毕业于北京建筑工程学院道桥专业，主持设计过西直门立交桥改造工程等多项北京市重大市政工程。她的代表作有西直门立交桥改造工程、北京西站南广场等，其中尤以西直门立交桥改造工程引起的争议和指责颇大。

## 工作履历
1985年，聂大华自北京建筑工程学院道桥专业毕业后，被分配在北京市市政工程设计研究总院工作。她参与了编号JGJ50–88的专业标准《方便残疾人使用的城市道路和建筑物设计规范》中市政工程部分的编写工作，该规范获得1989年国家建设部科技进步二等奖。随后，聂大华转为道路桥梁设计的相关工作。

1990年，聂大华参加了北京公交驾校教练场工程设计，并担任道路专业负责人，获得了1993年北京市第六届优秀设计三等奖。

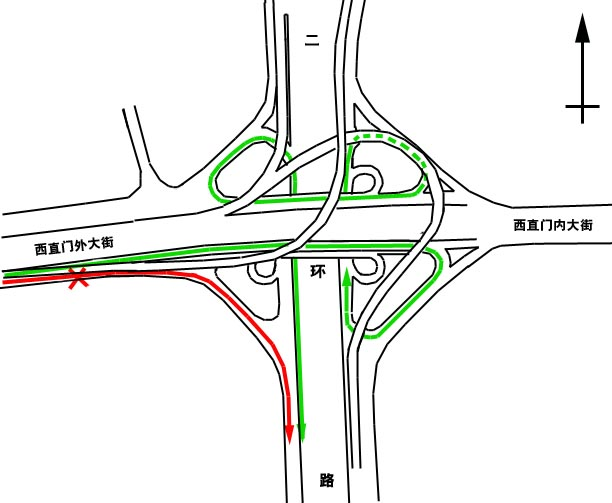
新西直门桥西向南右转弯示意

1990年代后，老西直门桥由于交通流量的增长远远超过了该桥的设计能力，成为北京市二环路最拥堵的结点。经北京市领导研究决定，1999年国庆节前作为二环、三环改建工程的一个组成部分，进行西直门立交桥改扩建工程，该项工程由聂大华主持设计。新西直门立交桥于1999年3月6日开工，9月17日竣工并通车，造价约人民币2亿元。然后新建的西直门立交桥亦被指存在严重设计缺陷。聂大华在记者就此问题进行采访时表示：“我不接受媒体采访，而且即使你要采访我也需要先经过院宣传部的同意。”
2010年，聂大华入选新世纪百千万人才工程北京市级人选。

## 代表作品
聂大华作为项目负责人主持设计的市政工程有：
- 105国道河北省馆陶—大名段公路工程施工图设计
- 北京市东四环快速路施工图设计
- 北京市南四环快速路方案及施工图设计
- 106国道北京段工程初步设计
- 北京市二环路改造工程
- 北京市三环路改造工程
- 西直门立交改造工程方案及施工图设计
- 北京市西外大街和德外大街的改建工程方案和施工图设计
- 北京国际展览体育中心（奥林匹克公园）规划方案
- 西直门交通枢纽的规划设计方案
- 北京市五环路三期方案与初步设计
- 北京金融街地下设施规划设计
- 北京经济技术开发区道路网施工图设计。[1]

其中，聂大华主持的西直门立交改造工程备受争议和指责，网络上甚至在有专门对此恶搞的内容。另外，北京国际展览体育中心（奥林匹克中心公园）规划方案国际竞赛中，聂大华主持的方案以道路交通方案为特色获三等奖。